# خاطرات کوئیلر
خاطرات کوئیلر (انگلیسی: The Quiller Memorandum) فیلمی بریتانیایی در سبک جاسوسی به کارگردانی مایکل اندرسون است که در سال ۱۹۶۶ منتشر شد. از بازیگران آن می‌توان به جورج سگال، الک گینس، ماکس فون سیدو، جرج سندرز، و رابرت هلپمن اشاره کرد.